# Erik Lehnert
Erik Lehnert (* 2. August 1975 in Ost-Berlin) ist ein deutscher Publizist und Fraktionsgeschäftsführer der AfD-Fraktion im Landtag Brandenburg. Er ist Herausgeber der Zeitschrift Sezession. Von 2008 bis zur Selbstauflösung im Frühjahr 2024 war er Geschäftsführer des neurechten Instituts für Staatspolitik (IfS).

## Leben
Lehnert wuchs in der DDR auf. Seine Mutter, die Ingenieurökonomin Marina Lehnert, heiratete 1995 den DDR-Dissidenten und Philosophen Rudolf Bahro.
Lehnert studierte Philosophie, Geschichte sowie Ur- und Frühgeschichte an der Humboldt-Universität zu Berlin (Magister Artium 2001) und war anschließend DFG-Stipendiat an der Otto-Friedrich-Universität Bamberg. 2006 wurde er bei Volker Gerhardt und Gerd Irrlitz an der Humboldt-Universität zu Berlin mit der Dissertation Karl Jaspers und die Philosophische Anthropologie zum Dr. phil. promoviert.
Nach seiner Promotion verband sich Lehnert mit dem rechtsextremen Verleger Götz Kubitschek, den er nach eigenem Bekunden seit 2001 kennt. Lehnert wurde Lektor in Kubitscheks Verlag Edition Antaios und  Redakteur der Zeitschrift Sezession. Seit 2008 bis zu dessen Selbstauflösung im Frühjahr 2024 war er Geschäftsführer des neurechten Instituts für Staatspolitik (IfS), seit 2009 auch dessen wissenschaftlicher Leiter. Seit 2009 gehörte er dem Vorstand des Trägervereins an. Seit 2024 ist er Herausgeber der Zeitschrift Sezession, die sich im Eigentum der von ihm vertretenen Metapolitik Verlags-UG (haftungsbeschränkt) befindet.
Lehnert war im Bundestagsbüro des AfD-Abgeordneten Harald Weyel tätig, der dem Kuratorium der Desiderius-Erasmus-Stiftung angehört, der parteinahen Stiftung der AfD. Im Herbst 2019 wurde der als Kubitschek-Vertrauter geltende Lehnert zum Schriftführer im Vorstand der Stiftung gewählt, was als Zeichen einer zunehmenden Einflussnahme des IfS neben dem völkischen Flügel der Partei auch auf die parteinahe Stiftung gewertet wurde. Nachdem das Bundesamt für Verfassungsschutz das IfS wegen extremistischer Tendenzen als Verdachtsfall eingestuft hatte, kam es jedoch im Mai 2020 zur Abwahl Lehnerts als Vorstandsschriftführer. Im August 2021 berichtete das ZDF, dass er als Referent bei der AfD-Fraktion im Landtag Brandenburg arbeitet. Seit 2024 ist er ebendort als Fraktionsgeschäftsführer tätig. Er war Mitglied der 17. Bundesversammlung.

## Positionen
Öffentlich wahrgenommen wurde 2011 sein kontrovers diskutierter Aufsatz im MarineForum, einem Fachblatt der Marine-Offizier-Vereinigung, in dem er die Aufnahme von Frauen in Kampfeinheiten der Bundeswehr beklagte und die Bundeswehr als „Experimentierfeld einer Gleichheitsideologie“ und „Feminisierung“ bezeichnete. Diese Ideologie sei aus seiner Sicht für den tödlichen Unfall einer Kadettin auf der Gorch Fock im November 2010 verantwortlich.
In einem Interview urteilte Lehnert 2016, dass Parteien ihrer inneren Logik nach antidemokratisch aufgebaut seien. Demnach müsse wahre Demokratie darauf abzielen, dass „die Macht der Parteien zerbrochen“ werde. 2017 resümierte er jedoch mit Blick auf die AfD, dass vorerst keine andere Wahl bliebe, als eine „quasi parteienstaatskritische Partei ins Rennen zu schicken, um auf diesem Wege für eine Lockerung der Parteienherrschaft zu sorgen“.
Auf Sezession im Netz äußerte sich Lehnert am 24. Februar 2022, dem Beginn des russischen Angriffskriegs gegen die Ukraine, mit wohlwollendem Verständnis für Putins Reaktion auf eine angebliche „Grenzüberschreitung des Westens“.

## Schriften (Auswahl)

### Als Autor
- Finalität als Naturdetermination. Zur Naturteleologie bei Teilhard de Chardin. Ibidem-Verlag, Stuttgart 2002, ISBN 3-89821-173-8.
- Gerhard Nebel. Wächter des Normativen (= Reihe Perspektiven. Band 5). Edition Antaios, Schnellroda 2004, ISBN 3-935063-05-9. (hrsg. von Karlheinz Weißmann und Götz Kubitschek)
- Die Existenz als Grenze des Wissens. Grundzüge einer Kritik der Philosophischen Anthropologie bei Karl Jaspers (= Judentum – Christentum – Islam. Band 4). Ergon-Verlag, Würzburg 2006, ISBN 3-89913-534-2. (= zugl. Dissertation, HU Berlin, 2006)
- Wozu Politik? Vom Interesse am Gang der Welt (= Kaplaken. Band 19). Edition Antaios, Schnellroda 2010, ISBN 978-3-935063-88-3.
- mit Wiggo Mann: Das andere Deutschland. Neun Typen. Verlag Antaios, Schnellroda 2017, ISBN 978-3-944422-97-8.
- Steige hoch, du roter Adler. Ein Streifzug durch die Geschichte Brandenburgs (= Eckartschriften 260), Wien 2025, ISBN 978-3902350978.
- Wozu Partei? Kritik und Verteidigung (= Kaplaken. Band 99). Edition Antaios, Schnellroda 2025, ISBN 978-3-949041-99-0.

### Als Herausgeber
- „Lasset uns Gutes thun und nicht müde werden“. 200 Jahre Luisenstift Berlin. Lukas-Verlag, Berlin 2007, ISBN 978-3-86732-008-5.
- mit Karlheinz Weißmann: Staatspolitisches Handbuch. 5 Bände, Edition Antaios, Schnellroda 2009–2017.
- mit Götz Kubitschek: Joachim Fernau. Leben und Werk in Texten und Bildern. Edition Antaios, Schnellroda 2009, ISBN 978-3-935063-34-0.
- mit Günter Maschke: Carl Schmitt / Hans-Dietrich Sander. Werkstatt-Discorsi Briefwechsel 1967–1981. Edition Antaios, Schnellroda 2009, ISBN 978-3-935063-28-9.
- Armin Mohler: Lieber Chef … Briefe an Ernst Jünger 1947–1961. Verlag Antaios, Schnellroda 2016, ISBN 978-3-935063-29-6.
- mit Michael Kirchberg: Eine Spur hinterlassen. Götz Kubitschek zum 50. Geburtstag. Dreipass Verlag, Leipzig 2020.